# Simeon Petrow
Simeon Petrow (bułg. Симеон Петров, ur. 12 stycznia 2000 w Limoges) – bułgarski piłkarz występujący na pozycji obrońcy, reprezentant Bułgarii.

## Kariera klubowa
Wychowanek klubu Limoges FC. W 2017 roku został włączony do składu pierwszej drużyny. W sezonie 2017/2018 rozegrał jedno spotkanie w Championnat National 2. Po zakończeniu sezonu trafił do Gazélec Ajaccio, jednak nie rozegrał żadnego meczu w seniorskim zespole. Latem 2019 roku przeszedł do FK Strumska sława Radomir. Wystąpił tam w 13 meczach wtorej ligi. W lipcu 2020 roku został piłkarzem CSKA 1948 Sofia. W Pyrwej PFL zadebiutował 7 sierpnia 2020 w zremisowanym 2:2 meczu z CSKA Sofia. Piłkarzem CSKA 1948 był do końca 2023 roku, rozgrywając w jego barwach 71 spotkań w lidze bułgarskiej.
Na początku 2024 roku został wypożyczony do Śląska Wrocław. W Ekstraklasie zadebiutował 16 lutego w przegranym 0:1 spotkaniu ze Stalą Mielec. Po zakończeniu sezonu został wykupiony przez Śląsk za kwotę 200 tys. euro. W 2024 roku zadebiutował w europejskich pucharach, występując w meczach eliminacji Ligi Konferencji UEFA przeciwko Riga FC i FC Sankt Gallen.

### Statystyki ligowe
| Sezon         | Klub                      | Liga                   | Mecze | Gole |
| ------------- | ------------------------- | ---------------------- | ----- | ---- |
| 2017/2018     | Limoges FC                | Championnat National 2 | 1     | 0    |
| 2018/2019     | Gazélec Ajaccio           | Ligue 2                | 0     | 0    |
| 2019/2020     | FK Strumska sława Radomir | Wtora PFL              | 13    | 2    |
| 2020/2021     | CSKA 1948 Sofia           | Pyrwa PFL              | 18    | 0    |
| 2021/2022     | CSKA 1948 Sofia           | Pyrwa PFL              | 24    | 3    |
| 2022/2023     | CSKA 1948 Sofia           | Pyrwa PFL              | 19    | 0    |
| 2023/2024 (j) | CSKA 1948 Sofia           | Pyrwa PFL              | 10    | 0    |
| 2023/2024 (w) | Śląsk Wrocław             | Ekstraklasa            | 12    | 1    |

## Kariera reprezentacyjna
20 czerwca 2023 zadebiutował w reprezentacji Bułgarii w zremisowanym 1:1 towarzyskim meczu z Serbią.